# Wohnlage
Die Wohnlage beschreibt die Lagequalität eines Wohngebäudes bzw. einer Wohnung in Bezug auf das Umfeld. Die Wohnlage bedient verschiedene Anwendungsmöglichkeiten. Dazu zählen unter anderem die Mietspiegelberechnung, Grundstücksbewertungen, Stadtplanung (Ableitung von Soll-Wohnlagebewertungen (Neubau), Verbesserung von Wohnlagequalität (Bestand)), Nachfolgeregelung für die Ermittlung des Einheitswerts zur Ermittlung der Grundsteuer, sowie in der Immobilienwirtschaft zur Finanzierung, Bildung von Preiskategorien, Risikoeinschätzung hinsichtlich Wiederverkäuflichkeit für Banken und Immobilienobjektbewertung. Im Firmenbereich ist das Pendant dazu die Geschäftslage.

## Allgemeines
Der Standort als Determinativkompositum ist der Ort, an welchem sich eine Immobilie geografisch befindet. Die Lage ist als Standortfaktor allgemein bei der Wertermittlung und speziell bei der Grundstücksbewertung von entscheidender Bedeutung. Sie ist der wesentlichste, nicht-materielle preis- und wertbeeinflussende Faktor.
Standort und Lage sind keine Synonyme. Während jede Lage einen Standort hat, wird aus einem Standort erst eine Lage „durch die nutzungsspezifisch unterschiedlich zu beurteilenden Umfeldbedingungen und die sich im Zeitablauf ändernden Marktgegebenheiten …“. Dabei werden die Anforderungen an die Lage wesentlich durch die Nutzungsabsicht bestimmt.
In der Immobilienprojektentwicklung werden für die Errichtung einer Immobilie die drei Faktoren Kapital, Idee und Standort miteinander kombiniert. Während Idee und Kapital auch nach der Errichtung einer Immobilie noch als weitgehend variabel und beeinflussbar zu bezeichnen sind, ist eine einmal getroffene Standortentscheidung durch die hohen Transaktionskosten praktisch nicht mehr beeinflussbar. Der Standort ist mithin einer der wenigen, bei Immobilien nicht änderbaren Faktoren. Die Lage kann sich dagegen durch die Umgebung mittelfristig ändern.

## Faktoren
Die Wohnqualität und die städtebauliche Einbindung eines Wohngebäudes bzw. einer Wohnung in Bezug zu ihrer Umgebung sind die wesentlichen Faktoren. Zudem sind bei der Beurteilung der Wohnlage von Bedeutung:
- Bebauungsform, etwa urbane und gefragte Blockrandbebauung im städtischen Umfeld (weniger gefragt: eher periphere, aufgelockerte Siedlung).
- Gebäudealter und Gebäudezustand: Je älter ein Gebäude ist, umso wahrscheinlicher werden Instandhaltungen und Modernisierungen, die Auswirkungen auf die Miete oder den Kaufpreis haben.
- Infrastruktur (Einkaufsmöglichkeiten, Dienstleistungsangebote, schulische, soziale, sportliche, kulturelle Einrichtungen, Verkehrsanbindung, Grünanlagen, Baumbestand)
- Ausrichtung zur Himmelsrichtung, topografische Besonderheiten.
- Bevölkerungszusammensetzung des Wohngebiets (Sozialstruktur, Arbeitslosenquote, Kriminalitätsrate).
- Eindruck des Wohngebiets (gepflegtes bzw. ungepflegtes Umfeld, Vorhandensein vieler denkmalgeschützter Gebäude, Leerstand, Nachfrage nach Wohnraum, Lage im Sanierungs-, Neubau- oder Altbaugebiet).
- Umweltbelastungen (Lärm, Luftverschmutzung durch Staub, Gerüche usw., Altlasten).

Sämtliche Faktoren sind wertbestimmend, sodass hohe Mieten oder hohe Kaufpreise in Wohnlagen vorherrschen, bei denen eine günstige Kombination dieser Faktoren vorliegt.

## Klassifizierung
Wesentliches Bewertungskriterium ist eine gute Lage. Die Zusammenfassung aller Lagefaktoren kann zu je vier untereinander abgestuften Hauptgruppen verdichtet werden:
- Bestlage,
- gute Lage,
- durchschnittliche Lage,
- einfache Lage.

Luxuswohnungen mit über dem Standard liegendem Komfort gehören stets zum Segment der Bestlage (Villenkolonien), Sozialwohnungen liegen dagegen oft in sozialen Brennpunkten mit einfacher Lage, „in denen Faktoren, die die Lebensbedingungen ihrer Bewohner und insbesondere die Entwicklungschancen beziehungsweise Sozialisationsbedingungen von Kindern und Jugendlichen negativ bestimmen, gehäuft auftreten“. Beim Sozialgeld geht § 22a SGB II hierbei vom „einfachen Standard“ aus. Um die Verhältnisse des einfachen Standards auf dem örtlichen Wohnungsmarkt realitätsgerecht abzubilden, können die Landkreise und kreisfreien Städte ihr Gebiet in mehrere Vergleichsräume unterteilen, für die sie jeweils eigene Angemessenheitswerte bestimmen (§ 22b Abs. 1 SGB II).
Diese Wohnlagenklassen ermöglichen die Erstellung eines Wohnlageverzeichnisses für einen Wohnort. Dieses Verzeichnis kann eine Hilfe bei der Erstellung des Mietspiegels darstellen.
Bei Wohngebieten wird zwischen reine Wohngebiete (§ 3 BauNVO), allgemeine Wohngebiete (§ 4 BauNVO), besondere Wohngebiete (§ 4a BauNVO), Dorfgebiete (§ 5 BauNVO), Mischgebiete (§ 6 BauNVO) und urbane Gebiete (§ 6a BauNVO) unterschieden. Gewerbeimmobilien sind bereits teilweise in Mischgebieten, urbanen Gebieten und auch Kerngebieten (§ 7 BauNVO) zulässig.
Großstädte in Europa haben wegen der vorherrschenden Westwinde typischerweise neben guten Innenstadtwohnlagen vor allem gute Wohnlagen in südwestlichen Stadtgebieten, die historisch am wenigsten von Geruchsbelästigungen und Abgasen betroffen waren, z. B. Villenviertel im Südwesten Berlins wie Grunewald und Lichterfelde, die „SW-Postcodes“ in London oder Versailles bei Paris (vgl. Postleitzahl (Vereinigtes Königreich) bzw. Code Postal).